# Раз, два — горе не беда!
«Раз, два — горе не беда!» — советский фильм-сказка режиссёра Михаила Юзовского 1988 года. Экранизация пьесы «Иван-солдат» Юлия Кима, который сам же написал сценарий.

## Сюжет
Тридевятое царство ликует. Солдат Иван вернулся с войны, победив страшного дракона. Царь (которого также зовут Иваном) очень доволен; он награждает Ивана-солдата орденом с жемчугами, назначает фельдмаршалом и предлагает в жёны собственную дочь Марию-Луизу, с условием — солдат должен изменить имя. Но Иван не соглашается менять имя, данное родителями, отказывается от царской дочери и наград, желая вернуться домой и жениться на Марусе — девушке, с которой у него давно есть уговор. Царь страшно гневается и назначает младшего брата Ивана Фому «специальным богатырём».
В это время к Марии-Луизе сватаются многочисленные женихи, в том числе король Жан-Жан Заморский, который готов добиваться её руки любыми средствами, даже отказаться от земель, которые ему предлагали вместе с невестой. Царь, не желающий отдавать свою дочь замуж без приданого, сердится на жениха за его беспечность и говорит о нём: «Ни гор ему не надо, ни лугов… Ну прям как ребёнок — разбросался!». Более того, царский шут устраивает королю насмешливый приём. Обидевшись на это, Жан-Жан объявляет войну и прикатывает огромного бронированного робота Карбараса, вооружённого дальнобойными пушками и зорко выглядывающего врагов тремя огромными глазами. Карбарас уничтожает всё на своём пути и готов остановиться только по звуку специального свистка Жан-Жана.
«Специальный богатырь» Фома пытается победить Карбараса, но лишь отрывает ему «ухо», после чего огромный монстр перестаёт слышать звук специального свистка и не слушается никого, кроме своей программы. Теперь и Жан-Жан напуган: «Сначала вас, а потом нас. Земля-то — круглая!»
Молодой царский учёный Данилов, втайне влюблённый в принцессу, находит возможность победить врага. Он предлагает Ивану своё новое изобретение — так называемый «синий луч» (переносной лазер). У этого оружия имеется недостаток: он действует лишь на небольшом расстоянии — до пяти шагов. Иван берётся перехитрить Карбараса.
После многочисленных отвлекающих манёвров Ивану удаётся подобраться достаточно близко и уничтожить великана. Но одно из орудий робота самопроизвольно срабатывает и наносит Ивану смертельное ранение. Спасти его может только чудо, а именно — живая вода. Собирают живую воду всем царством, от каждого по чуть-чуть. В последний момент оказывается, что не хватает всего двух капель, но на помощь вовремя приходит Фома. Ивана удаётся исцелить.
В финале Иван велит обоим монархам мириться «на вечные времена», потому что в случае новой войны новый Карбарас может быть намного могущественнее, и его точно никто не одолеет («Если б такому да синий луч, да не на пять шагов, а на тыщу!…»), а сам уходит с невестой. Принцесса Мария-Луиза уезжает с Даниловым, которому царь пожаловал титул графа. Теперь Данилову, ставшему аристократом, можно жениться на царевне, и пара венчается.

## В ролях
- Виктор Бунаков[2] — Иван-солдат
- Олег Табаков[2] — царь Иван
- Марина Яковлева[2] — принцесса Мария-Луиза
- Андрей Соколов[2] — мастер Данилов
- Семён Фарада[2] — Князь
- Николай Караченцов[2] — король Жан-Жан
- Владимир Епископосян[2] — Сулейман
- Владимир Фёдоров[2] — Сулейманчик
- Мичислав Юзовский[2] — Митька-шут
- Виталий Серов — Фома
- Татьяна Пельтцер[2] — бабушка
- Елена Санаева[2] — Андреевна
- Елена Кондулайнен[2] — Маруся
- Мария Барабанова[2] — старушка
- Юлий Ким[2] — лекарь
- Наталья Крачковская[2] — придворная дама
- Георгий Мартиросян — Никита
- Алексей Неклюдов — чёрный рыцарь
- Аршак Оганян — лекарь
- Илья Рутберг — лекарь
- Геннадий Фролов — Алёха, солдат
- Юрий Чернов — придворный дирижёр
- Михаил Юзовский — лекарь (нет в титрах)

## Место съёмок
Сцены битвы снимались в Крыму, на Долгоруковской яйле.
По воспоминаниям Марины Яковлевой, павильонные сцены снимались на киностудии имени Горького, и, когда она ходила по коридорам в платье с кринолином в образе принцессы Марии-Луизы Ивановны, её заметил снимавший в соседнем павильоне «Ералаш» Борис Грачевский и предложил прийти к нему на съёмки прямо в этом платье. Так Яковлева впервые снялась в «Ералаше».

## Съёмочная группа
- Автор сценария и текста песен[источник не указан 454 дня]: Юлий Ким
- Режиссёр-постановщик: Михаил Юзовский
- Оператор-постановщик: Владимир Сапожников
- Художник-постановщик: Дмитрий Богородский
- Композитор: Ромуальд Гринблат
- Запись музыки: Владимир Виноградов[источник не указан 454 дня]

## Критика
- Нина Спутницкая в своей кандидатской диссертации отметила то, как трудно опознаются фольклорные киноосновы в детских киносказках, ведь оказывающиеся в сказочных обстоятельствах новые герои имеют иную миссию, иные средства и ценности, и вот уже Иван-богатырь в фильме «Раз, два, горе не беда», снятом в 1988 году Юзовским по сценарию Кима, использует переносной лазер в сражении с невиданным чудищем — роботом Карбарасом[4].

- По мнению президента Международного кинофестиваля «Кино — детям» Нины Шумковой, является чудесным неподхваченный фильм «Раз, два — горе не беда!», снятый основоположником фестиваля Михаилом Юзовским, одним из последних режиссёров, снимавших фильмы не о детях, а для детей[5].